# Сампо

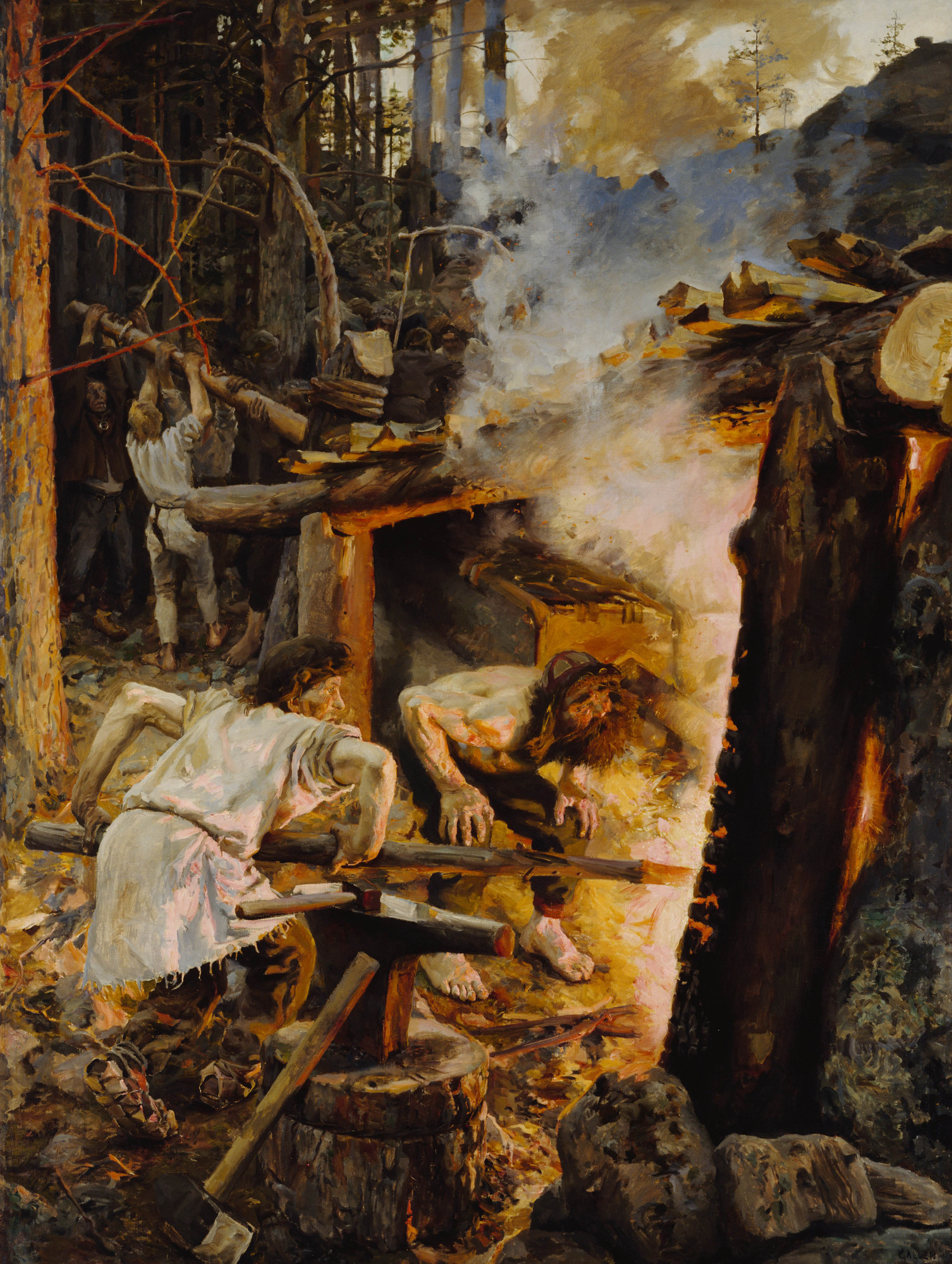
А. Галлен-Каллела «Создание Сампо»

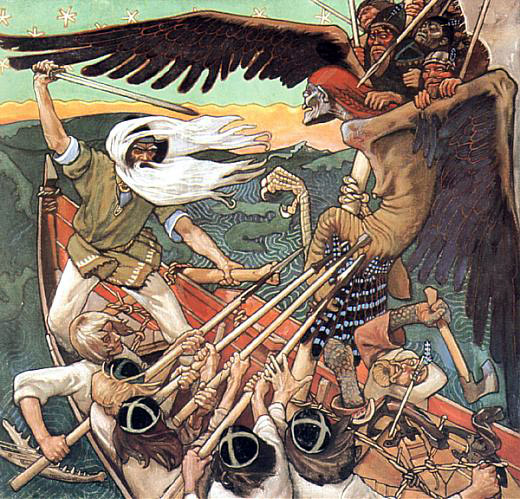
А. Гален-Каллела. «Защита Сампо»

Са́мпо (карел. sampo, šampo) — в карельском народном эпосе единственный в своём роде волшебный предмет, обладающий магической силой и являющийся источником счастья (onnen), благополучия и изобилия.

## Описание
В карельских рунах и в поэме Элиаса Лённрота «Калевала» Сампо представлено в виде волшебной мельницы. По-видимому, мотив перекликается с мельницей Гротти, принадлежавшей конунгу Фродди из Младшей Эдды. В некоторых карельских рунах, Сампо названо только «сшитым ободом»:
Изменилось Сампо в Похьёле,

Сшитый обод сшит:

В нём и пашня,

В нём и место для посева,

В нём урожая всего залог.
Согласно рунам, Сампо выковал Ильмаринен
…Из молока коровы

Из пучочка белой шерсти,

Из кусочка веретёнца

И из ячменя крупинки.
Оно служило свадебным выкупом (веном) за дочь старухи Лоухи, хозяйки Похъёлы, к которой сватался кузнец.
По тому же источнику, Сампо намалывает столько хлеба, что хватает на еду и припасы:
Рано утром меру мелет,

Меру мелет на потребу,

А другую — для продажи,

Третью меру — для запаса.
Крышка мельницы символизирует усеянный звёздами небесный купол, вращающийся вокруг центральной оси — опоры, на которой покоится весь мир.
Историк В. Я. Петрухин отмечает, что основание Сампо в представлениях финнов — это лягушка. Лягушка, таким образом, как хтоническое существо, оказывается одной из основательниц мироздания.
Похищение Сампо из Похъёлы — центральный сюжет Калевалы: Вяйнямёйнен отправляется в Похъёлу в сопровождении Ильмаринена и Лемминкяйнена, усыпляет её жителей игрой на кантеле и добывает Сампо из-под каменной скалы. Он увозит Сампо на лодке, но пробуждающаяся хозяйка Похъёлы настигает похитителей; во время борьбы Сампо разбивается, обломки тонут в море (поэтому море, согласно народным верованиям, богаче, чем суша). Часть обломков, однако, прибивает к земле: они влияют на урожай. Крышка была потеряна, что привело к гибели мирового дерева на Северном полюсе.
В других рунах Вяйнямёйнен учреждает при помощи сохраненных им обломков земледелие — «быть здесь пашне, быть посеву» — и восстанавливает космический порядок: «быть здесь месяцу и солнцу, быть здесь звездочкам на небе».
Руны о Сампо исполнялись во время календарных праздников. По мнению Уно Харва и ряда других исследователей, представления о Сампо соотносятся с образом мировой оси в финно-угорской мифологии. Все исследователи карельских рун, начиная с Лённрота, пытались понять, чем же на самом деле было Сампо. И. В. Кондратьев выдвинул гипотезу о том, что Сампо — это плотина на реке, вытекающей из большого, но мелководного озера, благодаря которой удалось в сотни раз увеличить объём незамерзающей воды в водоёме, что сказочно увеличило его рыбные запасы.

## Изображение в искусстве
- По мотивам эпоса «Калевала» карельским композитором Гельмером Синисало написан балет «Сампо», впервые поставленный в Петрозаводске 27 марта 1959 года. Это произведение имело большой успех и неоднократно исполнялось как в СССР, так и за рубежом[7][8].
- В 1959 году был снят совместный советско-финский фильм «Сампо» по карело-финскому эпосу «Калевала» (режиссёры Александр Птушко, сценарий Вяйнё Кауконен, Виктор Виткович, Григорий Ягдфельд).
- В 1982 году был снят мини-сериал «Сказания Калевалы: Железный век», удостоенный призов Финской и Итальянской киноакадемий (Продюсер Reima Kekäläinen, режиссёр-постановщик Калле Холмберг, сценарист Пааво Хаавикко)
- В 2006 году был снят финско-китайский фильм «Воин севера» (фин. Jadesoturi, кит. 玉战士) по мотивам «Калевалы» (режиссёр Анти-Юсси Аннила, сценарий Анти-Юсси Аннила, Марко Яткола, Петри Йокиранта)[9][10].
- У финского писателя Сакариаса Топелиуса есть произведение «Сампо-лопарёнок», по мотивам которого создан мультфильм «Сампо из Лапландии».
- В 2018 г. в Санкт-Петербурге была издана книга «Сампо. Руны Похьёлы. Карельский эпос». Составитель и редактор карельского текста Дмитрий Бакулин, автор русского поэтического перевода Алексей Бакулин. Впервые в истории карельские народные руны, собранные в единое эпическое произведение, вышли в свет на родном языке рунопевцев.
- Существует рассказ Андрея Платонова «Сампо».
- У финской метал-группы Amorphis существует песня «Sampo» из альбома Skyforger, тексты песен которого содержат сюжеты по мотивам «Калевалы».